# Adreppus
Adreppus is een geslacht van rechtvleugeligen uit de familie veldsprinkhanen (Acrididae). De wetenschappelijke naam van dit geslacht is voor het eerst geldig gepubliceerd in 1921 door Sjöstedt.

## Soorten
Het geslacht Adreppus omvat de volgende soorten:
- Adreppus brevirostris Sjöstedt, 1920
- Adreppus fallax Sjöstedt, 1921
- Adreppus nigrinervis Stål, 1878
- Adreppus nutans Stål, 1878
- Adreppus rotundoalatus Sjöstedt, 1921
- Adreppus tuberculatus Sjöstedt, 1921